# Вулиця Академіка Стражеска
Ву́лиця Акаде́міка Страже́ска — вулиця в Солом'янському районі міста Києва, житловий масив Відрадний. Пролягає від вулиці Академіка Шалімова до бульвару Вацлава Гавела.

## Історія
Вулиця виникла в 50-ті роки XX століття під назвою Нова, з 1957 року — Любецька. 
Сучасна назва на честь українського лікаря Миколи Стражеска — з 1961 року. На більшості вказівниках вказано помилково українською - вулиця Академіка Стражеско.
У будівлі № 6а знаходиться храм Архангела Михаїла.